# Atovaquone
L'Atovaquone è un composto organico utilizzato come farmaco nel trattamento della malaria. Viene di norma somministrato in associazione con il proguanil, biguanide attiva sul plasmodio della malaria. È un derivato 1,4 naftochinonico della chinina che agisce interferendo con l'attività dell'enzima ubichinone reduttasi della membrana mitocondriale del parassita plasmodio, grazie alla liberazione di radicali liberi.